# Gable et Lombard
Pour plus de détails, voir Fiche technique et Distribution.
Gable et Lombard (Gable and Lombard) est un film américain réalisé par Sidney J. Furie, sorti en 1976.

## Synopsis
L'histoire d'amour entre les acteurs Clark Gable et Carole Lombard.

## Fiche technique
- Titre français : Gable et Lombard ou Les idoles s'aiment aussi[1]
- Titre original : Gable and Lombard
- Réalisation : Sidney J. Furie
- Scénario : Barry Sandler
- Musique : Michel Legrand
- Photographie : Jordan Cronenweth
- Montage : Argyle Nelson Jr.
- Production : Harry Korshak
- Société de production : Universal Pictures
- Société de distribution : Universal Pictures (États-Unis)
- Pays de production :  États-Unis
- Genre : Biopic, drame et romance
- Durée : 131 minutes
- Dates de sortie : 
  - États-Unis : 11 février 1976
  - France : 3 janvier 1979[1]
- Affiches : Bill Gold (États-Unis), Macario Gómez Quibus (Espagne)

## Distribution
- James Brolin : Clark Gable
- Jill Clayburgh : Carole Lombard
- Allen Garfield : Louis B. Mayer
- Red Buttons : Ivan Cooper
- Joanne Linville : Ria Gable
- Melanie Mayron : Dixie
- Carol McGinnis : Noreen
- Noah Keen : A. Broderick
- Alan Dexter : le shérif Ellis
- S. John Launer : le juge
- William Bryant (en) : le colonel
- Alice Backes : Hedda Hopper
- John Lehne : l'avocat Kramer
- Morgan Brittany : Vivien Leigh

## Réception
Variety a décrit le film comme « un film avec de nombreux atouts majeurs, dont le moindre n'est pas la performance étonnante et fracassante de Jill Clayburgh dans le rôle de Carole Lombard ».